# Kärntner Landesarchiv

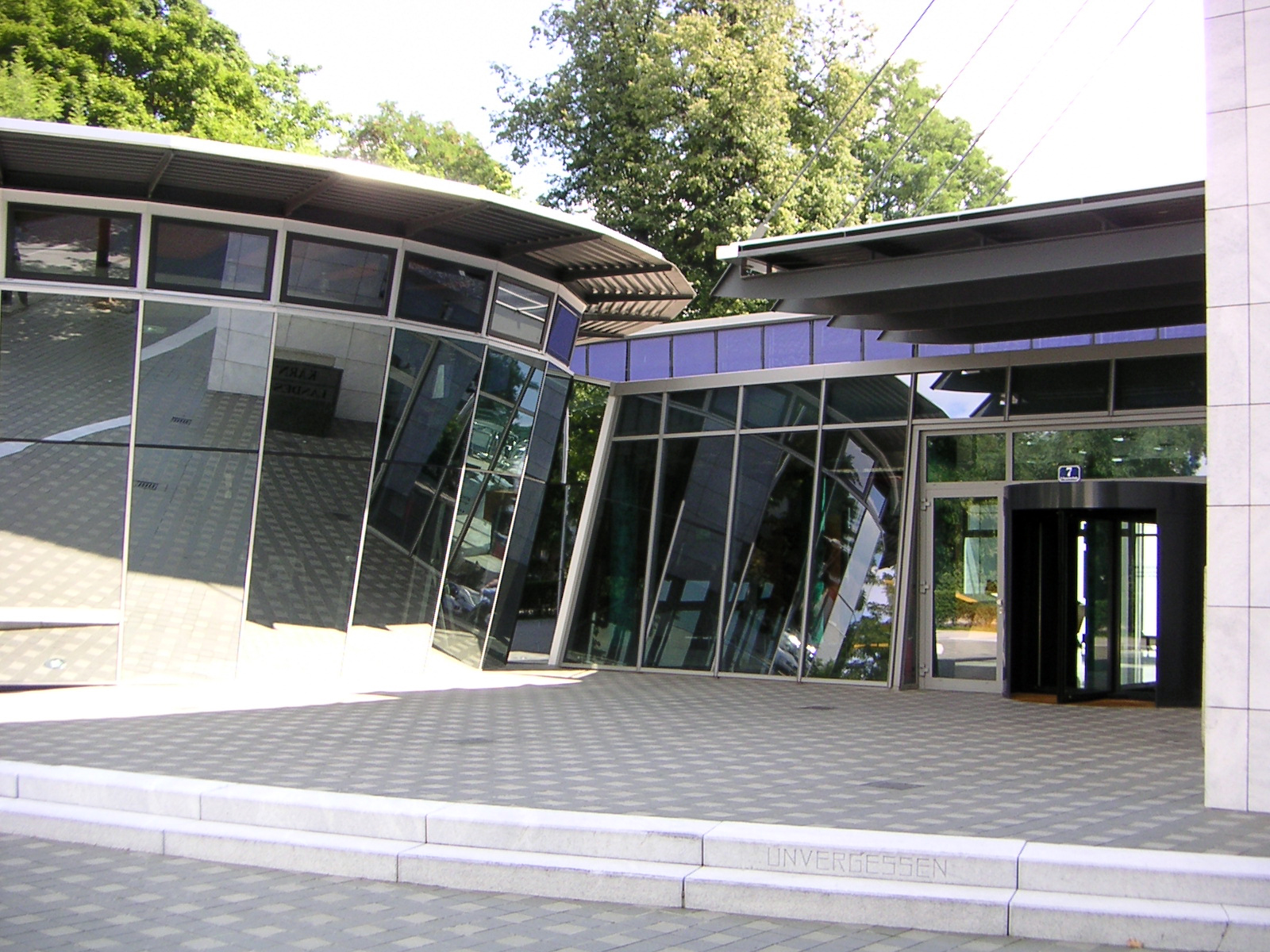
Haupteingang

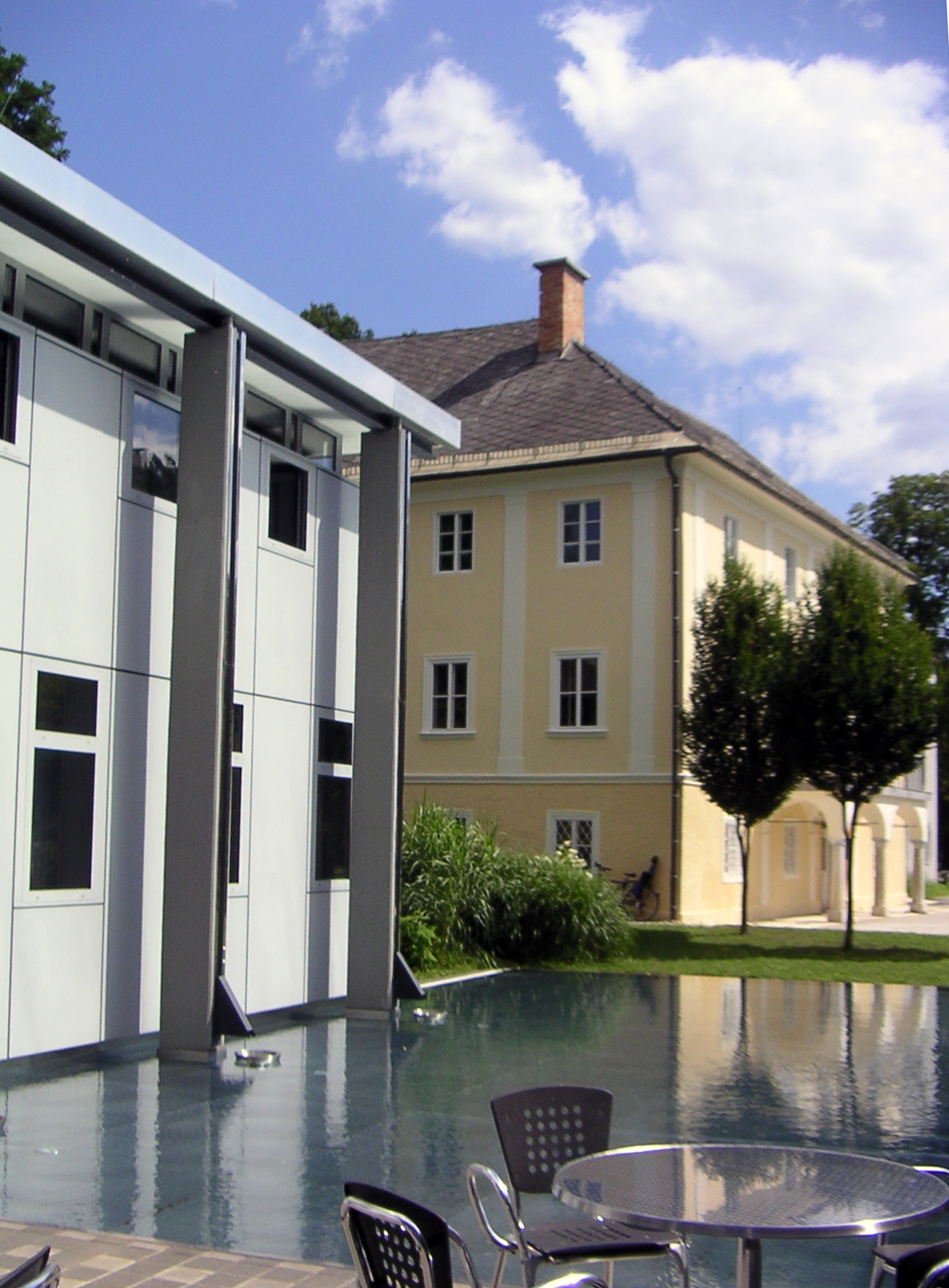
Verwaltungseinheit (links)

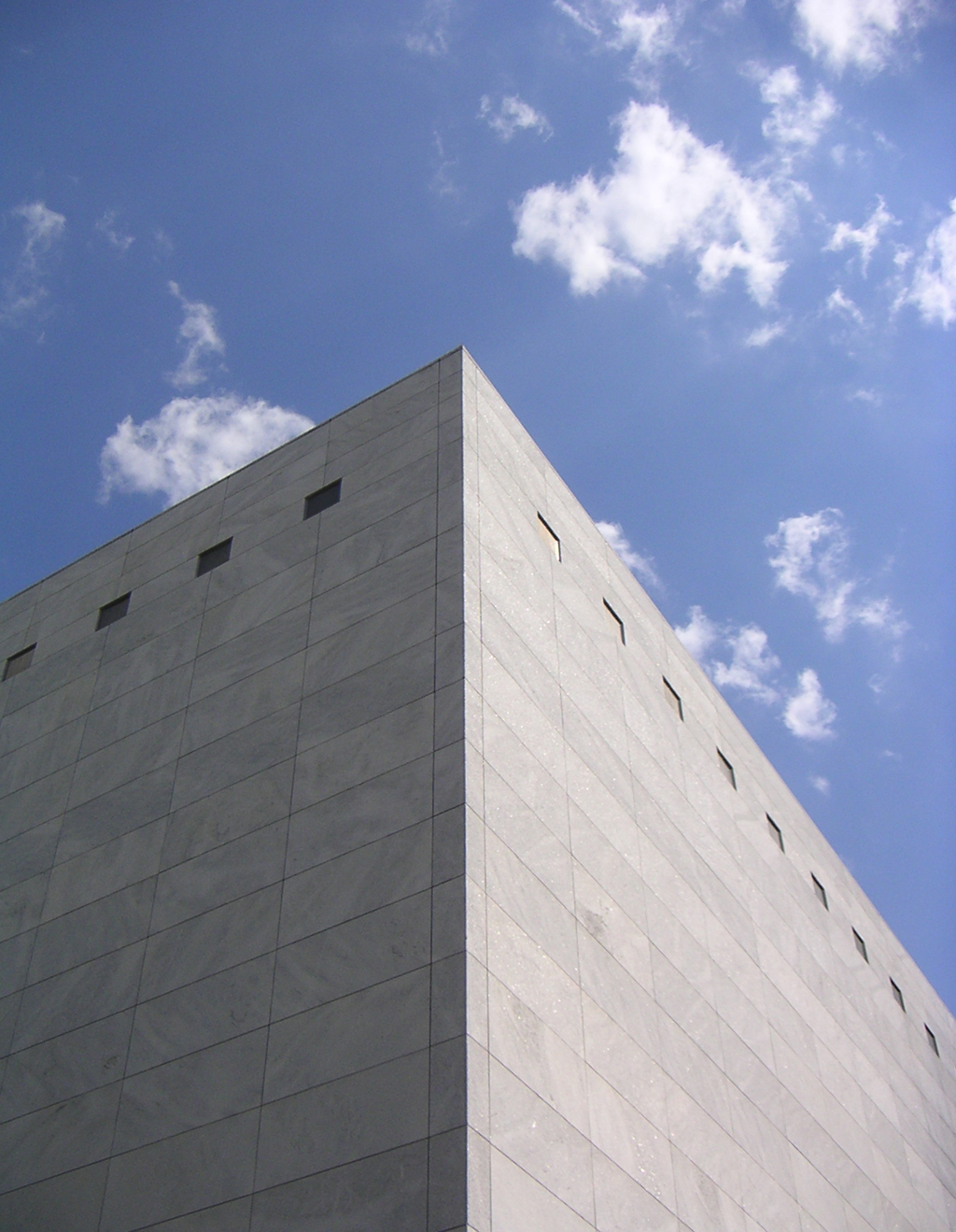
Hauptspeicher aus Marmor

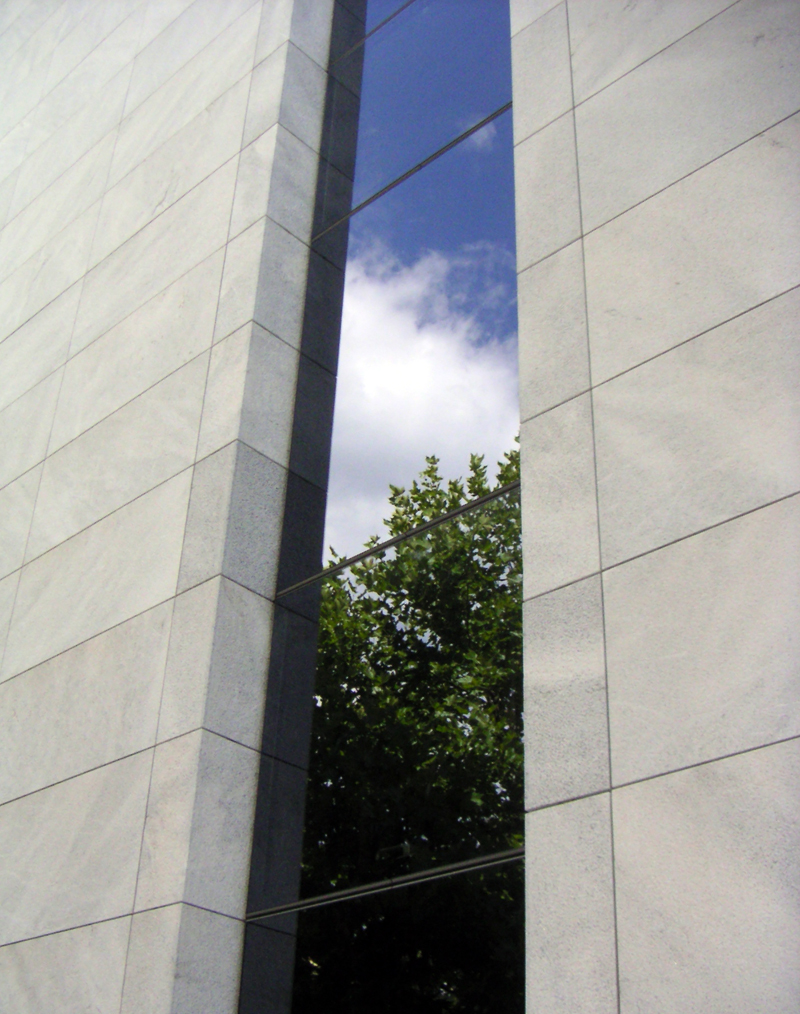
Lichteinlass

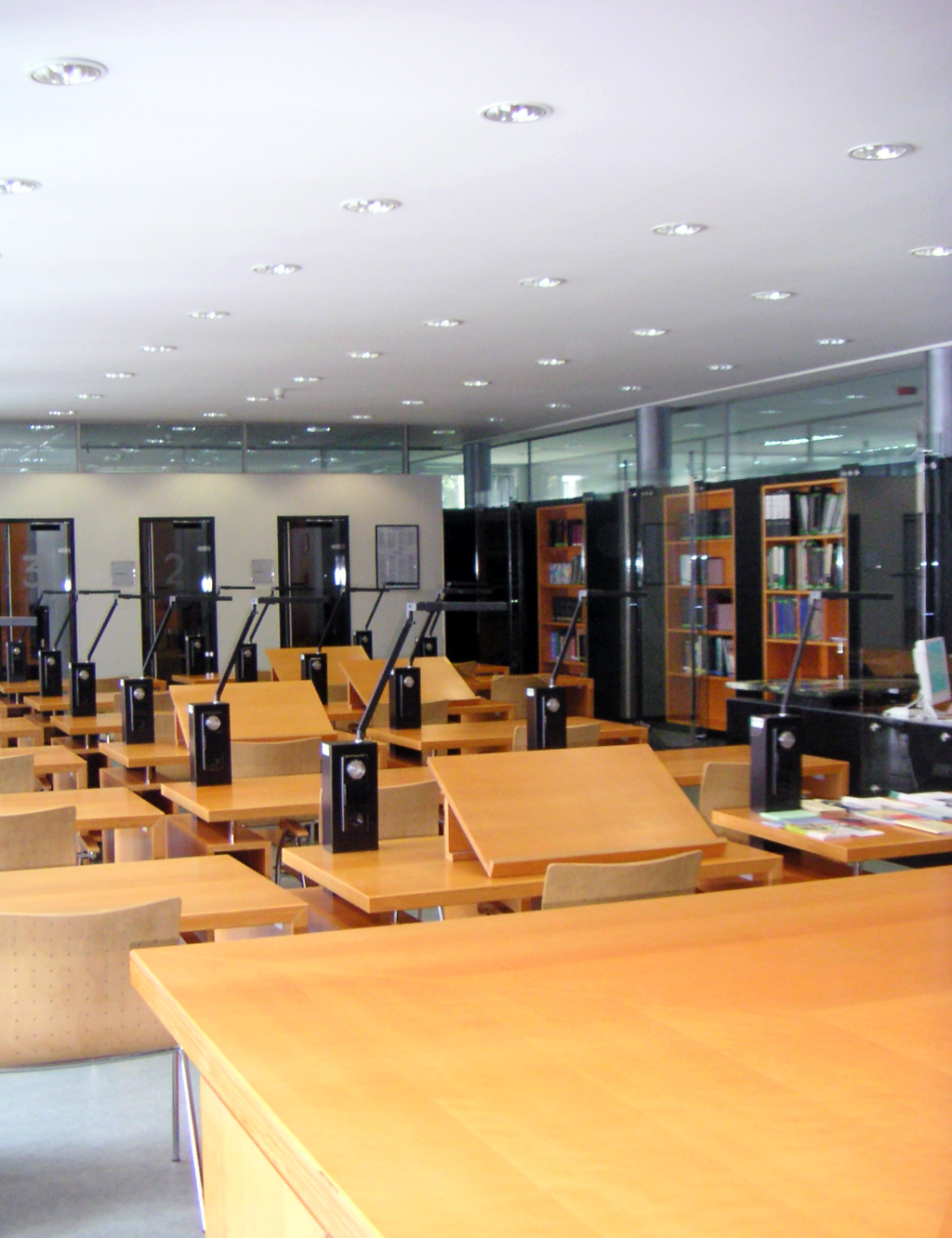
Öffentlicher Lesesaal

Das Kärntner Landesarchiv (KLA) ist ein zentral in Klagenfurt am Wörthersee gelegenes, öffentliches Archiv des Landes Kärnten. Es wurde im Jahr 1904 als eigenes wissenschaftlich geleitetes Institut des Landes Kärnten gegründet. Seither vereinigte man im Landesarchiv die überlieferten Schriftgutbestände aus der autonomen Landesverwaltung (Archiv der Kärntner Landstände), aus der staatlichen Landesverwaltung und die archivalischen Sammlungen des Geschichtsvereines für Kärnten. Derzeit umfasst das verwahrte Archivgut ungefähr 15 Kilometer Regallänge. Seit dem Jahr 1996 ist das Material in einem Neubau den neuesten archivtechnischen Anforderungen entsprechend aufbewahrt.

## Architektur
Die Besonderheit des 1996 neu eröffneten Archivs liegt in seiner vorbildlichen Architektur. Sie stammt von den Entwurfsverfassern Horst Aichernig und Edwin Pinteritsch, die auf Grund eines Architektenwettbewerbes im Jahr 1991 den Auftrag erhielten. Der Baukörper besteht aus den Gestaltungselementen Quader, Würfel und Ellipse. Drei Hauptbauteile, der öffentliche Bereich (Aula, Ausstellungs- und Vortragsraum, Lesesaal), der halböffentliche Bereich (Verwaltung, wissenschaftlicher Dienst, Restaurierung) und der nichtöffentliche Bereich (Anlieferung, Speicher), sind einander harmonisch zugeordnet. Die verschiedenen Bauelemente sind durch Material und farbliche Gestaltung klar voneinander differenziert. Der Speicher für das Archivgut kommt aufgrund seiner klimatechnischen Konstruktion ohne Klimaanlage aus. Der Vorzug des Gebäudes liegt in der Synthese von Architektur und Funktionalität. Als „Archiv der kurzen Wege“ unterstützt der Bau alle Arbeitsabläufe bestmöglich.
An der Fassade zur Sankt Ruprechter Straße befindet sich seit 2018 ein von Manfred Bockelmann geschaffenes Porträt von Terezija Mičej (* 25. September 1922), die wegen Widerstandes gegen den Nationalsozialismus im Mai 1944 im Gestapo-Gefängnis in Klagenfurt arretiert und gefoltert und nach einem Todesurteil durch Roland Freisler am 12. Jänner 1945 am Landesgericht Graz hingerichtet wurde.

## Aufgaben
Das Kärntner Landesarchiv hat vorrangig die Aufgabe, die zur Archivierung bestimmten Unterlagen der Kärntner Landesbehörden und Dienststellen, der Gemeinden des Landes und der in Kärnten ansässigen Dienststellen des Bundes aufzubewahren und zugänglich zu machen. Seit dem Jahr 1996 regelt das Kärntner Landesarchivgesetz die Stellung und Aufgaben des aus der Landesverwaltung ausgegliederten Kärntner Landesarchivs. Zum gesetzmäßigen Auftrag des Archivs gehört auch die historische Forschungsarbeit. Das Archiv gibt als Verlag geschichtswissenschaftliche und landeskundliche Publikationen heraus und veranstaltet oder beteiligt sich an Ausstellungen. Auf Ersuchen von Landesbehörden verfasst das Archiv fachliche Gutachten oder erteilt Auskünfte zu historischen Fragen. Die Gestaltung der Kärntner Gemeindewappen obliegt laut Kärntner Gemeindeordnung ebenfalls dem Landesarchiv.

## Bestände
Hinsichtlich der äußeren Erscheinungsform gliedern sich die Bestände des Kärntner Landesarchivs in Urkunden, Handschriften und Akten. Hinzu kommen Druckschriften- und Sondersammlungen. Die Hauptmasse des Schriftgutes entstammt der Landesverwaltung, doch werden auch zahlreiche für die Landesgeschichte wichtige Archivkörper anderer, auch privater Herkunft, verwahrt. Zeitlich deckt das Material mehr als 1000 Jahre Landesgeschichte ab. Die älteste Urkunde stammt aus dem Jahr 878, die jüngsten übernommenen Akten reichen in die Gegenwart. Inhaltlich ist das Archivmaterial folgenden Gruppen zugeordnet:
- Archive der Landesbehörden
- Archive staatlicher Behörden
- Archive der Bezirksbehörden
- Archive der Gemeinden
- Archive der Gerichtsbehörden
- Archive von Finanz- und Bergbehörden
- Archive des Grundsteuer- und Vermessungswesens
- Herrschaftsarchive
- Familien- und Fideikommissarchive
- Klosterarchive
- Archive von Vereinen, Verbänden, Körperschaften, Schulen
- Wirtschaftsarchive
- Nachlässe
- Sammelbände
- Zeitungsarchiv

Das Archivgut ist vorbehaltlich der allgemeinen Schutzfrist von 40 Jahren und besonderer gesetzlicher, besonders personenschutz- und datenschutzrechtlicher Bestimmungen, öffentlich zugänglich. Umfangreichere Recherchen, die das Kärntner Landesarchiv auf Anfrage nach Maßgabe zeitlicher und personeller Ressourcen durchführt, muss die Anstalt seit der Ausgliederung aufgrund gesetzlicher Verpflichtung den Interessenten in Rechnung stellen. Für eigene Forschungen, zur Verfolgung privatrechtlicher, wissenschaftlicher, heimatkundlicher, pädagogischer, publizistischer, familiengeschichtlicher oder sonstiger persönlicher Interessen steht das Archivgut im Lesesaal des Kärntner Landesarchivs allen Interessierten frei zur Verfügung.

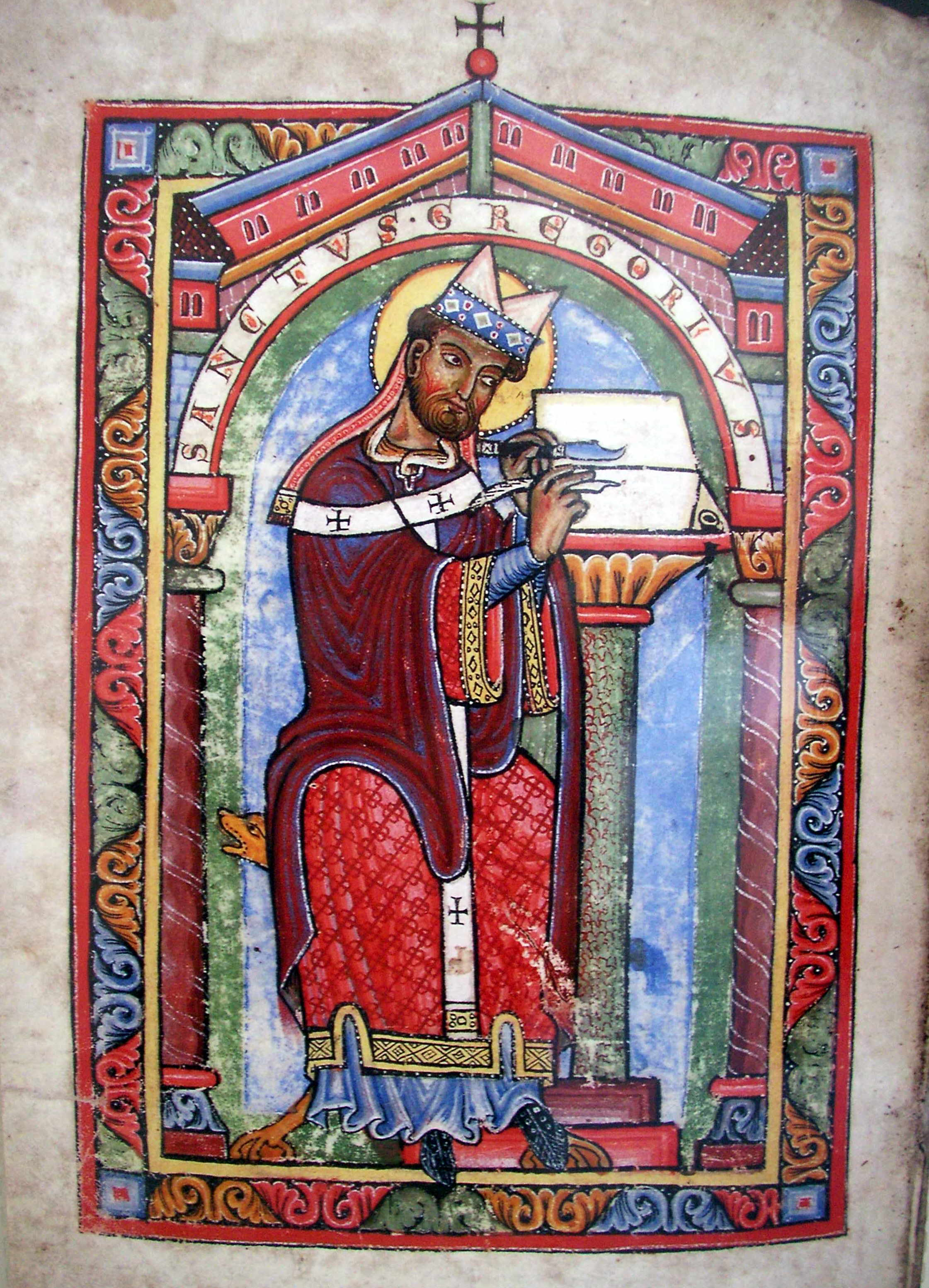
Federzeichnung aus der Millstätter Handschrift

Besondere Stücke
- Klagenfurter Handschrift
- Millstätter Handschrift

## Direktoren
- 1968–1980: Wilhelm Neumann[1]
- 1981–2001: Alfred Ogris[2]
- 2001–2019: Wilhelm Wadl
- seit 2020 Thomas Zeloth[3]

## Trivia
2003 diente das Landesarchiv als Drehort zum Fernsehfilm Zwei Väter einer Tochter von Reinhard Schwabenitzky, 2017 wurden Teile des Fernsehfilms Harri Pinter, Drecksau hier gedreht.